# Татев, Фёдор Иванович
Князь Фёдор Иванович Татев (ум. после 1569 года) — русский военный и государственный деятель, рында, голова, воевода и наместник во времена правления Ивана IV Васильевича Грозного.
Из княжеского рода Татевы. Младший сын родоначальника, воеводы и князя Ивана Фёдоровича Ряполовского (Татя). Имел братьев, князей Петра и Андрея Ивановичей.

## Биография
В начале службы показан в городовых детях боярских. Во время малолетства великого князя московского Иоанна IV Васильевича, при правлении Елены Васильевны Глинской, князь Фёдор Иванович Татев был воеводой в Рязани. В 1534 году крымский хан Сахиб I Герай, действуя по призыву польского короля и великого князя литовского Сигизмунда Казимировича, организовал набег на южные владения Московского княжества. Большие силы крымских и азовских татар вторглись в рязанскую землю. В жестокой битве вблизи г. Михайлова, длившейся несколько дней, князья Фёдор Иванович Татев и Семен Иванович Пунков-Микулинский разгромили татар и заставили их бежать в степи.
В феврале 1547 года на бракосочетании царя Ивана Грозного с Анастасией Романовною Юрьевой-Захарьиной, был пятым у постели, а на второй день был с Государём в мыльне (бане). В ноябре 1548 года на свадьбе родного брата царя — князя Юрия Васильевича и княжны Иулиании Дмитриевны Палицкой был седьмым у постели новобрачных.
В октябре 1550 года записан сорок седьмым в московских детях боярских 3-й статьи по Стародубу. В 1554 году голова у городецких и мещерских служилых татар в походе из Казани с князем Телятьевским на Арские места и иные казанские народы, за успехи в данном походе пожалован пол-золотым угорским. В 1555 году рында с большим государевым копьём в походе в Коломну и Тулу против крымских татар. В марте 1556 года воевода в Дедилово.
В 1559 году находился на воеводстве в Туле, откуда в ноябре писал в Москву, что «приходил Диви-мурза и воевал Ростовскую волость». Князь Фёдор Татев «на них приходил и языка поймал, а за ними не ходил, что люди к нему вскоре не собралися». В 1562 году воевода в Мценске, где успешно отразил нападение 15-тысячного войска крымского хана Девлет-Гирея. В ноябре 1563 года находился в государевом походе к Полоцку, а по взятии  города оставлен в нём шестым воеводой. В этом же году ходил с из Полоцка на Великое княжество литовское вторым воеводой Большого полка, после чего указано ему по сходу в Литве с другими воеводами из Смоленска пришедшими, быть вторым воеводой Передового полка.
В 1564 году вместе с князем Иваном Фёдоровичем Мстиславским был воеводой правой руки, затем со своим отрядом был переведен в большой полк под командованием князя Ивана Дмитриевича Бельского. В этом же году упомянут первым воеводой в Михайлове и шестым участником обеда с польскими послами у князя Бельского.
В 1565-1566 годах второй воевода Большого полка в Дедилове, в мае по "литовским и крымским вестям", велено ему из Дедилово сходиться на берегу Оки и быть воеводой войск правой руки с бояриным и князем Мстиславским, а по тайной росписи велено ему, когда князь Мстиславский пойдёт на встречу Государю, оставаться на берегу вторым воеводой Большого полка вместе с князем Бельским. После похода вновь вернулся воеводой в Дедилово.
В 1567 году назначен наместником в Путивль. В 1569 году послан к Изборску вторым воеводой Большого полка против литовцев и за взятие города пожалован ему меньший золотой московский, а с апреля назначен вторым воеводой войск левой руки в Кашире и указано ему, если крымцы войдут в границы московского государства, то быть ему за Окою вторым воеводой в Большом полку, а если придут в огромном количестве, то идти ему за реку вторым воеводой Передового полка.

## Критика
В "Русской родословной книге" А.Б. Лобанова-Ростовского и "Истории родов русского дворянства" П.Н. Петрова, князь Фёдор Иванович Татев показан —  бездетным.
В поколенной росписи поданной в 1682 году в Палату родословных дел у князя Фёдора Ивановича показан единственный сын — князь Иван Фёдорович, отмеченный убитым и имевший сына окольничего — князя Степана.